# Сен-Фришу
Сен-Фришу́ (фр. Saint-Frichoux) — коммуна во Франции, находится в регионе Лангедок — Руссильон. Департамент коммуны — Од. Входит в состав кантона Пейрьяк-Минервуа. Округ коммуны — Каркасон.
Код INSEE коммуны — 11342.

## Население
Население коммуны на 2008 год составляло 221 человек.
| 1962 | 1968 | 1975 | 1982 | 1990 | 1999 | 2008 |
| ---- | ---- | ---- | ---- | ---- | ---- | ---- |
| 188  | 215  | 172  | 172  | 177  | 181  | 221  |

## Экономика
В 2007 году среди 131 человека в трудоспособном возрасте (15—64 лет) 101 были экономически активными, 30 — неактивными (показатель активности — 77,1 %, в 1999 году было 68,3 %). Из 101 активных работали 88 человек (43 мужчины и 45 женщин), безработных было 13 (8 мужчин и 5 женщин). Среди 30 неактивных 10 человек были учениками или студентами, 5 — пенсионерами, 15 были неактивными по другим причинам.